# Sunseong-myeon
Sunseong-myeon (koreanska: 순성면) är en socken i kommunen Dangjin i provinsen Södra Chungcheong i Sydkorea, 85 km sydväst om huvudstaden Seoul.